# Queratose pilar
Queratose pilar é uma doença de pele que resulta em múltiplas pequenas saliências vermelhas na pele. Geralmente não causa coceira nem dor. As áreas mais comumente afetadas são a parte posterior dos braços, coxas e nádegas. Menos frequentemente, a face, o tórax ou os antebraços podem ser afetados. Muitas vezes melhora durante o verão e piora durante o inverno. Pode estar associado a outras condições médicas e pode resultar em sofrimento psicológico.
A queratose tem uma herança genética autossômica dominante. Está associada à obesidade, dermatite atópica, ictiose vulgar, gravidez, diabetes e, raramente, câncer. Também pode estar associada a uma série de síndromes genéticas. O mecanismo subjacente não é completamente compreendido. Sugere-se que se trata de uma anormalidade no processo de depósito de queratina nos folículos capilares, anormalidades na haste capilar ou ambos. O diagnóstico geralmente é baseado na aparência da pele; no entanto, a dermatoscopia pode ser útil em casos pouco claros.
Não há cura; embora a condição geralmente melhore com o tempo. Os tratamentos podem melhorar a aparência. Isso pode incluir a aplicação de hidratantes e medicamentos como ácido láctico, ácido salicílico, ureia ou retinóides na pele. Lasers fracionados de dióxido de carbono e terapias com laser Nd-YAG também podem ser tentados. A condição é comum. O início geralmente ocorre no final da infância com até 80% dos afetados, mas ainda presente em cerca de 40% dos adultos. Embora outros estudos relatem taxas de 0,8% a 34% da população.